# Drosophila dictena
Drosophila dictena är en tvåvingeart som beskrevs av Léonidas Tsacas och Chassagnard 1992. Drosophila dictena ingår i släktet Drosophila och familjen daggflugor.
Artens utbredningsområde är Elfenbenskusten.